# Candelaria Saenz Valiente
Candelaria Saenz Valiente (ur. 18 czerwca 1977 w Buenos Aires w Argentynie) – argentyńska malarka, reżyserka i wokalistka.

## Życiorys
Studia filmowe rozpoczęła na Universidad del Cine w Buenos Aires. Po dwóch latach przerwała studia, żeby uczyć się dyrygentury. Po kolejnych dwóch latach studiów w Buenos Aires, tym razem muzycznych, w roku 1999 otrzymała stypendium do Berklee College of Music w Bostonie. Studiowała tam dyrygenturę pod okiem Davida Callahana, ucznia Leonarda Bernsteina oraz pobierała nauki śpiewu u Kathryn Wright i Donny'ego McElroya.
W tym czasie wyreżyserowała także sztukę w Berklee Fenway Hall: skróconą wersję “Morderstwa Carla Junga”. Pracowała także jako rysownik, komik oraz detektyw. W 2002 roku opuściła Boston z dyplomem Berklee College of Music (Aranżacja i Kompozycja).
Po powrocie do Buenos Aires uczęszczała na warsztaty kreatywnego pisania Felixa Della Paolera oraz nagrała dwa utwory, zaadaptowane następnie przez wziętego argentyńskiego DJ-a Luke’a Santosa i często grane w największych klubach w Buenos Aires oraz Santiago de Chile.
W marcu 2005 roku, po napisaniu książki “El Infierno de Orfeo Blaumont” (Piekło Orfeusza Blaumont), komedii filozoficznej, której akcja toczy się w Buenos Aires, przeniosła się do Warszawy razem z mężem, pianistą Marcinem Maseckim. Tu napisała libretto operetki zatytułowanej “Putanek’s Fest”, której realizacja nie doszła jednak do skutku. W Warszawie powróciło jej swoiste zainteresowanie dziwakami (obudzone już wcześniej filmem “Freaks” Todda Browninga). Miasto to zainspirowało ją do dokumentowania ich – doprowadziło to do powstania filmów dokumentalnych, których tematem jest na przykład życie gwiazdy porno w przerwie między zdjęciami, nakręcenia wideoklipu, stworzenia krótkiego scenariusza zatytułowanego “Super Tennis Man” oraz stylizowanego na dokument thrillera pt. „Przerażający biust”.
W 2005 roku brała udział w warsztatach „Scene Insiders” zorganizowanym przez londyńską Script Factory przy Warszawskim Międzynarodowym Festiwalu Filmowym. Oprócz tego występowała w duecie z Marcinem Maseckim w warszawskich klubach: jazzowej Pinakotece oraz Le Madame. Jej występy to, między innymi, hołdy składane Mississippi Delta Blues (standardy bluesowe i jazzowe) oraz Davidowi Lynchowi i Angelo Badalamentiemu. Podczas koncertów śpiewa i gra na nietypowej tubie.
W roku 2005 brała również udział w Warsaw Electronic Festival oraz występowała na antenie Bis Polskiego Radia wraz z Marcinem Maseckim i muzykiem eksperymentalnym Jarkiem Grzesicą.
W sierpniu 2006 r. w klubie „Chłodna 25” w Warszawie została zorganizowana wystawa, podczas której zaprezentowała dotychczas nakręcone filmy, a także cykl obrazów.
Od 2008 roku jest wokalistką grupy Paristetris.
W 2012 roku nagrała pierwszą solową płytę pod pseudonimem Pictorial Candi. “Eat Your Coney Island” wydało Lado ABC. W ramach tego projektu do tej pory ukazały się jeszcze trzy albumy: "Drink" (Lado ABC, 2013), "Forever till you die" (Lado ABC / Mansions and Millions, 2016) i "Secret Salts" (Mansions & Millions / Nicey Music, 2019).